# Linda Ludgrove
Linda Kay Ludgrove (Greenwich, Reino Unido, 8 de septiembre de 1947) es una nadadora retirada especializada en pruebas de estilo espalda. Fue subcampeona de Europa de 100 metros espalda durante el Campeonato Europeo de Natación de 1966.
Representó a Reino Unido en los Juegos Olímpicos de Tokio 1964.

## Palmarés internacional
| Campeonato Europeo de Natación | Campeonato Europeo de Natación           | Campeonato Europeo de Natación | Campeonato Europeo de Natación |
| Año                            | Lugar                                    | Medalla                        | Prueba                         |
| ------------------------------ | ---------------------------------------- | ------------------------------ | ------------------------------ |
| 1962                           | Leipzig ( República Democrática Alemana) | Medalla de bronce              | 4 × 100 m estilos              |
| 1966                           | Utrecht ( Países Bajos)                  | Medalla de plata               | 100 m espalda                  |
| 1966                           | Utrecht ( Países Bajos)                  | Medalla de bronce              | 4 × 100 m estilos              |